# Airat Ishmouratov
Airat Rafailovich Ishmouratov ( em russo:  Айрат Рафаилович Ишмуратов ), nascido em 28 de junho de 1973 em Kazan, na ASSR tártara da União Soviética (atual Tartaristão na Rússia ), é um compositor canadense, regente de orquestra, clarinetista  em o grupo klezmer Kleztory.